# Lac Yelcho
Le lac Yelcho est un lac du Chili, situé à 46 km au sud-est de la ville de Chaitén, dans la province de Palena, dans la région des Lacs. Sa superficie est de 116 km2.
C'est un lac d'origine glaciaire de forme allongée, allant du sud-est vers le nord-ouest, et épousant ainsi la forme de l'ancien glacier qui l'a créé. Ses eaux, fournies presque en totalité par le río Futaleufú venu d'Argentine, sont de couleur vert émeraude.
Le lac est enserré par de hauts sommets. Son émissaire est le río Yelcho, qui n'est autre que le cours inférieur du río Futaleufú et qui, 40 kilomètres plus loin, débouche dans l'océan Pacifique.